# Iryanthera elliptica
Iryanthera elliptica är en tvåhjärtbladig växtart som beskrevs av Adolpho Ducke. Iryanthera elliptica ingår i släktet Iryanthera och familjen Myristicaceae. Inga underarter finns listade i Catalogue of Life.